# Moto browniano rotatorio
Il moto browniano rotatorio è il cambiamento casuale nell'orientamento di una molecola polare a causa degli urti con le altre molecole. È un elemento importante delle teorie dei materiali dielettrici.
La polarizzazione di un materiale dielettrico è la risultante tra le coppie dovute al campo elettrico impresso, che tende ad allineare le molecole e alle collisioni casuali, che tendono a distruggere l'allineamento. La teoria del moto browniano rotatorio permette di calcolare l'effetto complessivo di questi due effetti antagonisti e di prevedere in che modo la permittività di un materiale dielettrico dipende dalla tensione e dalla frequenza del campo elettrico imposto.
Il moto browniano rotatorio è stato discusso per la prima volta da Peter Debye, che ha applicato la teoria di Einstein sul moto browniano alla rotazione delle molecole con dipoli elettrici permanenti. Debye ignorò gli effetti inerziali e suppose che le molecole fossero sferiche, con un intrinseco momento di dipolo fisso. Debye ha ricavato le formule per il tempo di rilassamento dielettrico e per la permittività. Queste formule sono state verificate con successo applicandole a molti materiali. Tuttavia, l'espressione di Debye per la permittività prevede che l'assorbimento tende a un valore costante quando la frequenza del campo elettrico applicato diventa molto alta, questa regione viene definita il "plateau di Debye". Questo fenomeno non è stato osservato sperimentalmente; nella realtà, l'assorbimento raggiunge un valore massimo per poi diminuire con l'aumentare della frequenza.
La rottura della teoria di Debye in questi regimi può essere corretta includendo effetti inerziali; permettendo alle molecole di essere non sferiche; comprese le interazioni dipolo-dipolo tra molecole; ecc. Questi sono problemi computazionalmente molto difficili e il moto browniano rotatorio è un argomento di grande interesse di ricerca attuale.